# Distrito de Yoro
Yoro (養老郡, Yoro-gun) é um distrito japonês localizado na província de Gifu.
Em 2008 o distrito tinha uma população estimada em 31 822 habitantes e uma densidade populacional de 441 h/km². Tem uma área total de 72,14 km².
O distrito é apenas integrado pela vila de Yoro.